# 韓智
韓智（1457年—1506年），字愚夫，山東兗州府滋陽縣人，民籍，明朝政治人物。

## 生平
成化二十二年（1486年）丙午科山東鄉試第十八名舉人。弘治三年（1490年）中式庚戌科會試第一百三名，二甲第三十五名進士。
韩智幼有才名，五岁能作擘窠大字，地方官视其为神童，推荐到京城翰林院学习。但是，韩智的科举之路却并不顺畅，直到三十岁，才考中明成化二十二年（公元1486年）举人，明弘治三年（公元1490年）进士及第时，已年三十四岁。进士及第后，朝廷授予礼科给事中，后累迁右给事中、兵科左给事中、工科都给事中。
韩智所任官职是朝廷负责抄发章疏，稽查违纪官员的职务。韩智任职十余年，守官莅政，不激不阿。他曾上疏朝廷，希望制止滥发僧道度牒，以控制社会劳动力的减少和赋税的萎缩。但朝廷没有采纳他的建议，他便在实际操作中严格程序，提高标准，控制名额，使僧道度牒的发放控制在尽可能少的范围。当时有盐商与朝中权贵勾结，在官盐经营中牟取暴利，使朝廷赋税损失严重。虽有大臣多次上疏其事，但因涉及到朝中权贵的利益，一直没能得到解决。韩智对此坚持不懈，不屈不挠，一直坚持上奏。他向朝廷提出的“正心”、“使贤”、“爱赏罚”、“节财用”等建议，都被朝廷所采纳。他在受命勘查军事用粮的储备情况时，不惧权贵，摘奸发匿，对虚报冒领一查到底，使军队粮饷管理清明，得到保障。
明弘治十八年（公元1505年）三月，韩智的父亲韩惠卒于京中，韩智与兄弟韩普一起扶柩归里，经营丧葬之事。回乡后，韩智竟一病不起，于明正德元年（公元1506年）八月六日卒于家中。韩智幼有才名，好读书，长年手不释卷。其博闻远见，能作诗歌，兼能填词，所作辑为《澹庵稿》。其卒后，华盖殿大学士李东阳为其撰写了墓表，户部左侍郎乔宇，后任刑部侍郎的赵鉴为其墓碑篆额，皆一时重臣名流，可见其当时名望之高。

## 家族
曾祖韓景華；祖父韓晟；父韓惠。母亲程氏。具慶下。弟韓普，官知縣。弟韓曆。
其子韩元佐，初为鲁王府引礼舍人，后升任鲁王典仪，参与了当时鲁王府的许多重要事件。
父韩惠，字济民，号朴庵，生于明永乐二十二年（公元 1423 年），卒于弘治十八年（公元 1505 年），享年八十三岁。韩惠的曾祖韩遇春，祖父韩景华，父亲韩晟，皆是有声誉的乡绅。其早年读书，治章句，工书数学，锐意经史，以期决于科第，然终未能如愿，乃于成化八年（公元 1472 年），由从事选授陕西苑马寺录事，这是一个管理军马的小官。韩惠在任上历操勤职，处理了地方上侵占公地的现象，并修筑营堡，训练士卒，以防北寇侵犯。上官见其干练，欲推荐于朝廷另行重用，但韩惠无心于仕途，年不及六十即乞致仕。弘治七年（公元 1494 年），因其子韩智贵封征仕郎，礼拜给事中。韩惠回乡后，热心乡里事务，在家中立私塾教育族中子弟，后学有成者二十余人。

## 遗迹
韩家石坊
1506～1521年(明正德年间)建。坊为石结构，4柱3门，仿庑殿顶，有简单斗拱。中门额面浮雕为二龙戏珠，间以祥云图案。正中刻“永言维则”楷书大字。中2立柱刻对联，右联为“驯鹿远春技丙舍泣三年之痛”，左联为“慈乌啼夜月墓日深百世之思”，皆为剔地阳文。立柱前后各立蹲式石狮两尊，其他坊面皆有祥云、荷花、梅花等浅浮雕或线雕图案。
韩家林
坊后约200米为韩氏墓地。林前神道上的石雕皆埋入地下。现存赑屃4块，墓表3块，墓志1合（其中墓表1块和墓志于1986年收藏于兖州县博物馆）墓多被整平，仅有个别保存完整。此墓地为明代封徴仕朗礼科都给事中韩智及其号称“兄弟二进士”的河南按察副使韩普的家族墓地。
在此地为韩氏看守林墓者，逐渐形成村落，称韩家村，后改称东韩村。
户科都给事中韩君智墓表碑
青石制作，碑高204厘米、宽83厘米、厚26厘米。此碑由“特进光禄大夫左柱国少师兼太子太师吏部尚书华盖殿大学士长沙李东阳撰文”，李东阳撰的韩智墓表记他“闻见甚博，能为歌诗，旁及词调，以所自号名之，曰《澹阉稿》藏于家”，楷书阴刻，落款“大明正德九年岁次甲戌冬十月，孤子元佐立”。碑四周刻云纹图案。此碑原立在韩楼村韩氏祖茔韩家林里。现为兖州博物馆收藏。
封徽仕郎礼科都给事中韩公智墓表碑
1507年(明正德二年)立，青石制成。碑 高240厘米、宽84．5厘米、厚28．5厘米。此碑由“赐进士及第通仪大夫詹事府詹事兼翰林院大学士径筵讲官同修国史会典杨 廷和撰文”，楷书阴刻。
封徴仕郎礼科给事中韩公智墓志
志石上、下两块，汉白玉石制成。长、宽各63．5厘米。盖篆书“封徴仕郎礼科给事中韩公墓”。志文为“赐进士及第礼部右侍郎翰林院学士同修国史会典余姚王华撰”。